# Nabedache
Les Nabedache, Navedacho ou Naoudiche, sont un groupe amérindien faisant partie de la confédération Hasinai. Leur première rencontre avec des Européens en 1686 fut relatée par Henri Joutel, un compagnon de Robert de La Salle. Ils vivaient alors le long de la rivière Neches, dans l'actuel comté de Houston au Texas. Selon Albert Samuel Gatschet, un ethnologue d'origine suisse, qui devint membre du Bureau of American Ethnology en 1879, le nom originel de la tribu était Wawadishe, qui signifie « sel ». Henri Joutel corrobore ceci en indiquant dans son récit qu'existait à proximité du village une réserve de sel.
Aujourd'hui, ils font partie de la tribu des Caddos en Oklahoma.

## Source
- (en) Frederick Webb Hodge, Handbook of American Indians north of Mexico in two parts, Washington : G.P.O., 1910-1912. (OCLC 29899801)